# Šelma sedlák
Šelma sedlák je komická dvouaktová opera českého skladatele Antonína Dvořáka na libreto českého spisovatele Josefa Otakara Veselého. Byla napsána roku 1877 jako v pořadí pátá Dvořákova opera, premiéru měla až 27. ledna 1878 v Prozatímním divadle v Praze.

## Vznik a historie díla
Po dokončení a uvedení Vandy (1876) se Dvořák chtěl vrátit k žánru lidové komické opery, který slavil v té době triumfální návrat na jeviště Prozatímního divadla v podobě Smetanovy Hubičky. Libreto mu dodal mladý spisovatel Josef Otakar Veselý (1853-1879).
Veselého text na první pohled silně vychází z osvědčených zdrojů. Prostředí, některé prvky stavby, postavy včetně jmen (hlavní hrdinka miluje Jeníka, je jí však vnucován Václav), ba dokonce některé charakteristické rýmy jsou jako převzaty ze Smetanovy Prodané nevěsty. Záletník podrobený nedobrovolné koupeli připomíná Hřímalého Zakletého prince nebo Blodkovu operu V studni, odkud je převzata i postava moudré vesničanky Veruny, která svou lstí pomůže mladým milencům. Milostné dobrodružství knížete, který se místo děvčete, s nímž si dal schůzku, setkává se svou přestrojenou chotí, je zase převzato z Mozartovy Figarovy svatby. Vedle nepůvodnosti se však libreto vyznačuje dramaticky chabou strukturou, mnohomluvností a také přelidněním epizodních postav. Dvořákův životopisec Otakar Šourek je označuje jako „šťastnější v básnicky cítěných částech lyrických než v dramatické koncepci, málo hybné a v motivaci značně nejasné“; o jeho vztahu k Prodané nevěstě hovoří dokonce jako o „zjevné kopii“. Dvořák však po Veselém nežádal žádné změny, jen původně zamýšlený název Políček knížeti změnil na Šelma sedlák, což lépe odráželo žánr lidové zpěvohry. Je to však název ironický — „šelma“ sedlák se ve skutečnosti stane obětí vlastního chytračení.

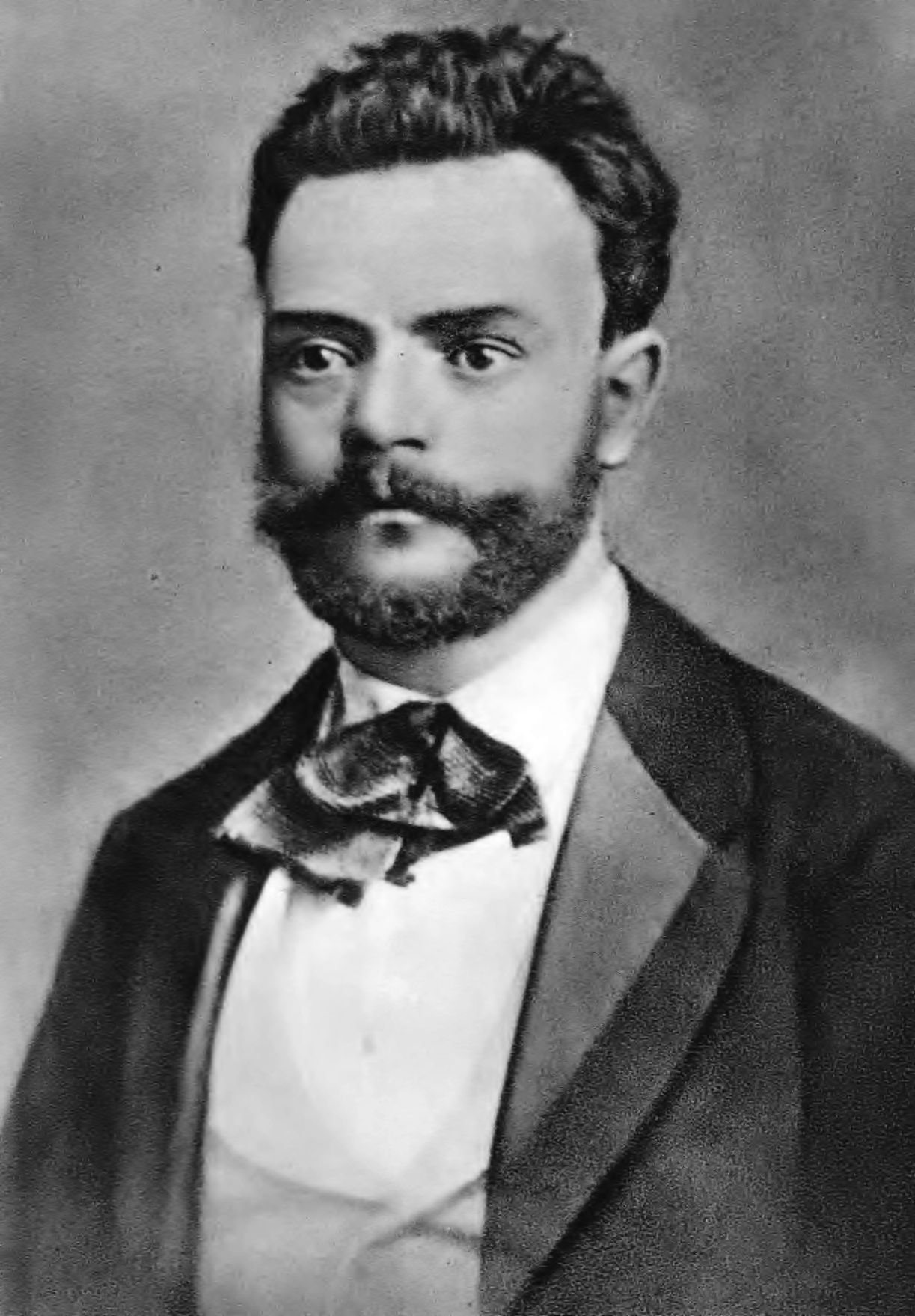
Antonín Dvořák roku 1870

Dvořák libreto zhudebnil bez větších zádrhelů mezi únorem a červencem roku 1877. Jeho hudba klasickou formou, živostí a národním tónem skutečně připomíná opery Smetanovy (zejména ve scénách mladých milenců je Dvořák zřejmě "nejsmetanovější" z celého svého operního díla), přesto je však zcela samostatná. Mezi Dvořákovými operami vyniká Šelma sedlák početnými a komplikovanými ansámbly, ve kterých skladatel doložil své mistrovství ve vzájemném vedení zpěvních hlasů, nejlépe v Kéž mi již zavitá blažená chvíle z II. dějství. Zamýšleného národního tónu dosáhl zejména použitím tanců (polka, valčík, sousedská, mazur, pochod), které zapracoval do větších celků vítání knížecího páru v I. dějství a májové slavnosti na počátku II. dějství. Orchestrální bohatství a náročnost těchto pasáží poněkud kontrastuje se skromným kontextem komické opery; to měl na mysli vlivný vídeňský kritik Eduard Hanslick, když hovořil o tom, že "baletní věta v d moll ve druhém aktu je spíše symfonické scherzo než operní taneční hudba". V kresbě jednotlivých postav se snažil rozlišit „panské“ a „lidové“ prostředí, duety vyjadřující skutečnou lásku od duetů spočívajících ve svádění. Přesto například napsal pro knížete, v podstatě komickému sukničkáři, láskyplnou árii Ó, noci májová, která se stala nejoblíbenějším sólovým číslem opery.
Opera byla ihned po dokončení zadána Prozatímnímu divadlu a nastudována. Dne 27. ledna 1878 pak měla premiéru, která byla pro Dvořáka triumfem. Nadšený referát o ní napsal mimo jiné Jan Neruda: [Dvořák] je už víceronásobným otcem, ale z dosavadních jeho dětí je nám "Šelma sedlák" nejmilejší. Kluk jako tuřín, jiskrné oči, krok samý skok a slovo samá píseň. [...] Šelma sedlák je operou již vpravdě národní, ryze českou, právě tak jako opery Smetanovy. Uvádění se navíc neomezilo na Národní divadlo, od 7. července 1878 je uváděl Pavel Švanda ze Semčic ve své Aréně na Smíchově, 12. prosince pak byla poprvé uvedena v Městském divadle v Plzni.
Šelma sedlák byl také první operou, kterou se Dvořák pokusil prorazit za hranice českých zemí počátkem 80. let 19. století, když si v jiných oborech již získal mezinárodní pověst. 24. října 1882 jej poprvé uvedla Dvorská opera v Drážďanech, 3. ledna 1883 se uskutečnila premiéra v Hamburku. Stal se tak teprve čtvrtou českou operou uvedenou mimo česká divadla (po Smetanově Prodané nevěstě a Dvou vdovách a Hřímalého Zakletém princi). Následující nastudování ve vídeňské Dvorní opeře (premiéra 19. listopadu 1885) se však stalo terčem nacionalistických protestů a muselo být po první repríze staženo. Tato událost měla trvalý nepříznivý dopad na recepci Dvořákových oper v zahraničí. Přes veškeré úsilí se již Dvořák za svého života mimočeské inscenace žádné ze svých oper nedočkal.
Šelma sedlák se stal oblíbenou součástí repertoáru českých operních scén, i když jeho popularitu mezi Dvořákovými operami převzal zejména Jakobín, rovněž vesnická lidová opera, avšak hudebně i co do libreta cennější. Od II. světové války však je provozován čím dále řidčeji, v Národním divadle se hrál naposledy roku 1958. Poslední profesionální inscenace byla v roce 2019 provedena v plzeňském divadle. Předchozí inscenace byla z roku 1989 z Jihočeského divadla. V roce 1997 mohli Šelmu sedláka vidět diváci v Londýně v inscenaci Guildhall School of Music and Drama.

## Osoby a první obsazení
| osoba                                            | hlasový obor | premiéra (27.1.1878) |
| ------------------------------------------------ | ------------ | -------------------- |
| kníže                                            | baryton      | Josef Lev            |
| kněžna, jeho choť                                | soprán       | Terezie Boschettiová |
| Martin, bohatý sedlák                            | bas          | Karel Čech           |
| Bětuška, jeho dcera                              | soprán       | Marie Laušmannová    |
| Václav, selský synek                             | tenor        | Jan Šára             |
| Veruna, šafářka                                  | alt          | Betty Fibichová      |
| Jeník, slouha                                    | tenor        | Antonín Vávra        |
| Berta, komorná                                   | soprán       | Antonie Tichá        |
| Jean, sluha                                      | tenor        | Adolf Krössing       |
| Zámecký a vesnický lid, muzikanti                |              |                      |
| Dirigent: Adolf Čech, režisér: Edmund Chvalovský |              |                      |

## Děj opery
Děj opery se odehrává na Domažlicku v 18. století.

### 1. dějství
(Zahrada v knížecím zámku)

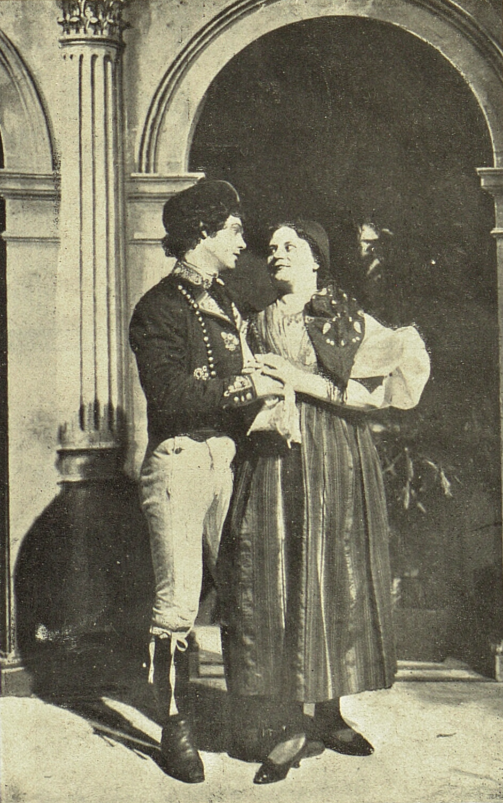
Valentin Šindler (Jeník) a Amalie Bobková (Bětuška) v nastudování Národního divadla (Světozor, 1909)

Vesnická děvčata oslavují máj a lásku, kterou tento měsíc přináší (sbor Zavítal do kraje, zavítal máj), ale Bětuška je smutná. Sbor se ji pokouší povzbudit nadějí, že očekávaný příjezd knížete umožní, aby se její láska naplnila. Jeník přichází a Bětuška před ním ihned dává průchod své malomyslnosti (Vždycky jsem ti říkávala, že jsem samé neštěstí). Otec ji totiž chce provdat za bohatého sedláka Václava. Jeník s Bětuškou se objímají v naději, že Bůh bude jejich lásce nápomocen (Ústa moje, miláčku, spočinou na rtech tvých). Přicházejí Martin, Veruna a Václav a Jeník odchází. Martin vyčítá Bětušce, že tráví čas s takovým budižkničemou (zpěv Jářku, Běto, copak je to, že tě vidím s Jeníkem?), zatímco on pro ni zamýšlí bohatšího ženicha. Václav jí vypráví o všech darech, které může dostat, svolí-li stát se jeho ženou. Bětuška ale trvá na své lásce k Jeníkovi a Veruna ji podporuje, ač její otec o tom nechce slyšet (kvartet Nedej ty se, má panenko). Martin se na Bětu skutečně rozzlobí (Dobrá, jdi tedy k němu, nezbedná). Vesnická děvčata Bětušku z nepříjemné situace vysvobozují a odvádějí ji, aby s nimi nasbírala kytici na uvítání knížete (sbor Pojď už, pojď, naše děvečko). Václav si Martinovi stěžuje, že se jeho namlouvání už celá ves směje; Martin jej ubezpečuje, že si poradí lstí (duet Co platno mi, pantáto ...Jsme čeští sedláci, vychytralí ptáci). Jeník večer často po žebříku vylézá do Bětuščina okna; dnes mu ale tam podstrčí místo žebříku naštípnuté prkno přes sud s vodou, a až do něj Jeník spadne, natlučou mu. Ukrytá Veruna je však vyslechla a hodlá milence před léčkou varovat.
Celá vesnice vychází vítat knížete a kněžnu. Nejprve jejich příjezd oznamují chlapci (Jede v krytém voze kníže pán), pak i děvčata (Vidíte tam krytý kočárek?). A brzy vstupují sám kníže s kněžnou provázeni lokajem Jeanem, komornou Bertou a dalším služebnictvem. Vesničané je vítají (Pozdrav pánbůh, milostpane, milostpaní). Když Bětuška předá knížeti kytici, mohou na její kráse on i Jean oči nechat (což neujde kněžně ani Bertě). Kníže děkuje za uvítání (Za uvítání své náš mějte dík!) a odchází, zatímco vesničané se dávají do tance (Hejsa, hopsa, veselme se).
Martin a Václav žádají knížete, aby svolil k sňatku Václava s Bětuškou. Ten si však vyžádá rozhovor s dívkou samotnou. Než Bětuška přijde, přemítá kníže o svém okouzlení (árie Kdo jest, jenž slovy vypoví). Od dívky se pak dozví, že si přeje dostat Jeníka, a kníže jí slíbí podporu, ba hodlá Jeníkovi darovat statek - pokud mu však bude Bětuška dnes v noci po vůli. Ta na dostaveníčko přistoupí (duet Tam v onom stinném loubí), když jí to ale Veruna (které žádný cizí rozhovor neujde) vyčítá, Bětuška ji vyzve, aby spolu vymyslely lest. Když se vzápětí u Běty uchází o schůzku také Jean, je pozván na večer do její komůrky; jen je upozorněn, že místo žebříku bude stát pod oknem sud. Veruna odejde prozradit oba záletníky Bertě a paní kněžně, Bětušku ve chvilce osamění přepadá její příznačný pesimismus (árie Jak úzko mi a bolno). Když se Veruna vrátí s kněžnou a Bertou, smlouvají si všechny čtyři ženy léčku, ke které využijí i past nastraženou Martinem a Václavem (kvartet Až skončí dnes ten slavný ples).

### 2. dějství
(Prostranný dvůr na statku Martinově)
Za přítomnosti knížete a kněžny probíhají májové slavnosti (sbor Stojí, stojí máj vyšperkovaný) zahrnující i tanec, pití piva a lezení o cenu na máj. Když kníže slavnost ukončuje, jsou již všichni v myšlenkách u dobrodružství dnešního večera (ansámbl Kéž mi již zavitá blažená chvíle). Jeník a Bětuška si přejí dobré noci (Rozlučme se, drahý (drahá), rozlučme se). Martin s Václavem staví sud s vodou na předurčené místo, ačkoli se Václav za tuto léčku trochu stydí. Veruna přivádí kněžnu a Bertu, obě převlečené za Bětušku. Kněžna má očekávat knížete na místě dostaveníčka, Berta zase Jeana v Baruščině okénku (tercet Nevypadám-li jak Bětulinka?).
Kníže přichází (píseň Ó, noci májová) a dvoří se domnělé Bětušce, přičemž si stěžuje, jak jej manželka nudí (zpovzdálí je pozoruje Jeník). I Jean je zde a další "Bětuška" jej láká, aby k ní vylezl oknem. Kněžna přijme od knížete úpis na statek pro mladý pár a pak se mu dá poznat a vetkne mu políček. V témže okamžiku se Jean propadne do sudu, navíc se na něj ihned vrhnout Martin a Václav s palicemi, přičemž je Berta z okna hlasitě povzbuzuje. K dovršení zmatku je Jeník nadšen tím, jak se "Bětuška" ubránila svodům knížete, a chce ji políbit; kněžna před ním prchá.
Chvíli trvá, než se zmatek vyjasní. Oba záletníci jsou odhaleni a musí se kněžně a Bertě omluvit, všichni sborem pak veškerou vinu kladou na Martina (ansámbl A tím vším jsi vinen jen ty sám, že máš tak hezkou dcerušku). Kníže dává Bětušce a Jeníkovi své požehnání i slíbený statek, svoluje nakonec i Martin, tím spíše, že se Václav se ztrátou naděje na Bětu lehce smiřuje (árie Aj, vaše dcera není jediná). Všichni pějí slávu vrchnosti (sbor Děkujeme, milostpane, milostpaní... Ať náš kníže žije dlouhá léta).

## Nahrávky
Existují tři úplné rozhlasové nahrávky Šelmy sedláka, z nichž poslední je jako jediná komerčně dostupná.
- 1951 (nevydána, rekonstruována 2002). Zpívají (kníže) Géza Fišer, (kněžna) Marie Bakalová, (Martin) Vlastimil Šíma, (Bětuška) Libuše Domanínská, (Václav) Jaroslav Ulrych, (Veruna) Marie Řezáčková, (Jeník) Josef Válka, (Berta) Zdena Lidmilová, (Jean) Zdeněk Soušek. Symfonický orchestr brněnského rozhlasu a Brněnský smíšený sbor řídí Břetislav Bakala[6]
- 1961 (nevydána, rekonstruována 2005). Zpívají (kníže) Jindřich Jindrák, (kněžna) Alena Miková, (Martin) Karel Berman, (Bětuška) Miloslava Fidlerová, (Václav) Bohumír Vích, (Veruna) Věra Krilová, (Jeník) Jaroslav Kachel, (Berta) Helena Tattermuschová, (Jean) Antonín Votava. Pražský rozhlasový orchestr a Pěvecký sbor Čs. rozhlasu v Praze řídí Josef Hrnčíř[7]
- 1985-86 (vydáno na CD 1995, Supraphon SE 0019 - 2 632). Zpívají (kníže) Václav Zítek, (kněžna) Eva Děpoltová, (Martin) Karel Berman a Karel Průša, (Bětuška) Jitka Soběhartová, (Veruna) Marie Veselá, (Václav) Leo Marian Vodička, (Jeník) Josef Kundlák, (Berta) Božena Effenberková, (Jean) Miroslav Kopp. Symfonický orchestr Českého rozhlasu a Pěvecký sbor Čs. rozhlasu v Praze řídí František Vajnar

Roku 1987 byla natočena rovněž televizní inscenace této opery.